# Sam Grafton
Samuel William „Sam“ Grafton (* 1980 oder 1981) ist ein professioneller britischer Pokerspieler aus England.
Grafton hat sich mit Poker bei Live-Turnieren knapp 15 Millionen US-Dollar erspielt. Er gewann 2022 das Coin Rivet Invitational.

## Pokerkarriere

### Werdegang
Grafton stammt aus Leamington Spa. Er spielt seit Januar 2008 online auf vielen verschiedenen Plattformen unter unterschiedlichen Nicknames. Seine Turniergewinne liegen bei mehr als 8,5 Millionen US-Dollar, wobei der Großteil von mehr als 4,5 Millionen US-Dollar als SamSquid auf PokerStars erspielt wurde. Seit April 2021 gehört der Brite dem Team PokerStars Pro an.
Im März 2009 erzielte er in London seine erste Geldplatzierung bei einem Live-Turnier. Grafton belegte im April 2010 beim Main Event der Grosvenor UK Poker Tour (GPT) in Manchester den mit knapp 15.000 Pfund dotierten vierten Platz. Mitte Juni 2011 war er erstmals bei der World Series of Poker (WSOP) im Rio All-Suite Hotel and Casino am Las Vegas Strip erfolgreich und kam bei einem Turnier der Variante No Limit Hold’em in die Geldränge. Anfang Dezember 2012 gewann der Brite das GPT-Main-Event in London und sicherte sich eine Siegprämie von mehr als 100.000 Pfund. Beim Main Event der European Poker Tour (EPT) in Prag wurde er Mitte Dezember 2014 Zwölfter und erhielt 53.800 Euro. Ende Januar 2017 setzte sich Grafton bei einem Event der Aussie Millions Poker Championship in Melbourne durch und erhielt den Hauptpreis von rund 140.000 Australischen Dollar. Anfang August 2017 gewann er auch das Main Event des PokerStars Festivals in Bukarest mit einer Siegprämie von knapp 120.000 Euro. Im Oktober 2018 saß er am Finaltisch des Main Events der partypoker Millions Dusk Till Dawn in Nottingham und beendete das Turnier als Fünfter für mehr als 200.000 Pfund. Bei der WSOP 2019 erreichte der Brite sowohl beim 50.000 als auch beim 100.000 US-Dollar teuren High-Roller-Event die Geldränge und sicherte sich Preisgelder von mehr als 270.000 US-Dollar. Mitte August 2019 belegte er beim Main Event der partypoker Millions Europe im King’s Resort in Rozvadov den mit 220.000 Euro dotierten fünften Rang. Bei der EPT in Barcelona wurde er Ende August 2019 beim Super High Roller nach verlorenem Heads-Up gegen Sergi Reixach Zweiter und erhielt mehr als 1,3 Millionen Euro. Im Mai 2022 belegte Grafton beim Main Event der Triton Poker Series in Madrid den mit 716.000 Euro dotierten fünften Platz. Im September 2022 entschied er das 210.000 US-Dollar teure Coin Rivet Invitational der Triton Series im nordzyprischen Kyrenia für sich und erhielt den Hauptpreis von 5,5 Millionen US-Dollar, womit der Brite die Marke von 10 Millionen US-Dollar an kumulierten Turnierpreisgeldern durchbrach.
Von April bis Dezember 2016 fungierte er zudem als Kommentator an der Seite von Griffin Benger in der Global Poker League.

### Preisgeldübersicht
| Jahr   | Preisgeld (in $) | Turniersiege |
| ------ | ---------------- | ------------ |
| 2009   | 5.884            | 0            |
| 2010   | 32.341           | 0            |
| 2011   | 35.414           | 0            |
| 2012   | 213.109          | 1            |
| 2013   | 66.116           | 0            |
| 2014   | 88.468           | 0            |
| 2015   | 36.895           | 0            |
| 2016   | 109.256          | 0            |
| 2017   | 422.576          | 2            |
| 2018   | 299.822          | 0            |
| 2019   | 2.529.417        | 0            |
| 2020   | 298.414          | 1            |
| 2021   | 352.524          | 0            |
| 2022   | 8.418.423        | 2            |
| 2023   | 2.019.690        | 2            |
| gesamt | 14.928.349       | 8            |